# Asiagomphus septimus
Asiagomphus septimus – gatunek ważki z rodziny gadziogłówkowatych (Gomphidae).